# Der Kamerad
Der Kamerad war eine Zeitschrift mit rechtsradikal-militaristischer Ausrichtung, die mit Unterbrechungen von September 1920 bis ins Jahr 1925 in Deutschland von der Arbeitsgemeinschaft Roßbach bzw. den Nachfolgeorganisationen derselben herausgegeben wurde.

## Geschichte
Als Herausgeber der Zeitschrift fungierte der Schriftsteller Kurt Oskar Bark. Bark hatte im Jahr 1919 dem von Gerhard Roßbach gegründeten und geführten Freikorps „Sturmabteilung Roßbach“ als Offizier angehört. Anschließend war er in den diversen von Roßbach nach der Auflösung des Freikorps aufgestellten Nachfolgeorganisationen (die getarnte Fortführungen des Freikorps darstellten), wie der von 1920 bis 1921 bestehenden Arbeitsgemeinschaft Roßbach, tätig gewesen.
Im Herbst 1920 gründete Bark den Kameraden als Zeitschrift für die damals bestehende Arbeitsgemeinschaft Roßbach als der Wirtschaftsorganisation des ehemaligen Freikorps Roßbach. In ihrer Ausrichtung sollte die Zeitschrift als Wochenschrift die Tradition der Kriegs-Frontzeitungen des Ersten Weltkriegs aufrechterhalten.
Nach dem Verbot der Arbeitsgemeinschaft Roßbach Ende 1921 wurde die Zeitschrift als unabhängiges Organ „für ehemalige Soldaten“ herausgegeben.
Der Kamerad führte wechselnde Untertitel wie „Wochenschrift für Zeitfragen und Unterhaltung“ (1920) oder „Wochenschrift für Frontgeist und Wehr-Recht“ und galt als Verbandsorgan der Roßbach-Organisationen. Leser der Zeitschrift waren v. a. Angehörige der verschiedenen Roßbachorganisationen, d. h. der Nachfolgeorganisationen des alten Freikorps sowie ab 1924 auch Angehörige der von Roßbach in diesem Jahr im Exil in Österreich gegründeten Schilljugend (Wehrjugendbund Schill), ferner sonstige Anhänger und Sympathisanten der völkischen Bewegung.
Der Sitz der Redaktion und die Druckerei der Zeitschrift befanden sich in Mecklenburg. Nachdem die Zeitschrift 1922 in die Krise geraten war, wurde sie am 1. Dezember 1922 durch den Verlag „Der Sturm“ in Hannover, der eine gleichnamige Zeitschrift herausgab, übernommen. In der Folge erschien Der Kamerad zeitweise als Untertitel innerhalb der Zeitschrift Sturm. Mitte 1923 trennten sich der Kamerad und der Sturm wieder und der Kamerad erschien wieder allein in unregelmäßigen Abständen, meist monatlich. Ab 1. März 1924 erschien der Kamerad dann erneut als Wochenschrift. Seit dem 1. November 1924 erschien die Zeitschrift dann im Verlag Mecklenburger Warte.
In ihrer Anfangsphase war die Zeitschrift auf die „Gedankenwelt der Frontsoldaten“ eingestellt. Sie entwickelte sich aber schnell immer mehr in die Richtung der völkischen Bewegung. In den letzten Jahren wandte sie sich insbesondere an die völkische Jugend.
Das Profil der Zeitschrift lässt sich grundsätzlich als militaristisch, völkisch-national, antidemokratisch und antiparlamentarisch beschreiben. Viele Artikel, die Der Kamerad veröffentlichte, schwelgten in nostalgischer Rückschau auf militärische Konflikte, insbesondere den Ersten Weltkrieg, und verherrlichten Krieg, Kampf und Gewalt. Feindbilder, die die Zeitschrift pflegte, und gegen die sie sich positionierte, waren Kommunisten, Sozialdemokraten und Liberale sowie punktuell auch „Reaktionäre“, also nicht-völkische, „konservative“ Nationalisten. Dieser Ausrichtung entsprechend wurden die genannten Personenkreise in den Artikeln der Zeitschrift vielfach scharf angegriffen. Schließlich lassen sich in den erhalten gebliebenen Ausgaben des Kameraden auch nicht wenige dezidiert antisemitische Artikel sowie Artikel, die sich zwar nicht speziell dem Judentum, sondern anderen Themen widmen, die dabei aber (nebenbei) antisemitische Sprache, antisemitische Vorstellungen und antisemitische Positionen enthalten bzw. vermitteln, feststellen.
1922 begann der Waffenspruch der Zeitschrift: „Wir werden vielleicht nur wenige sein, aber wir werden es schaffen!“ Und er schloss mit den Worten: „Hast du Mut? Komm mit!!“
1926 erlebte Der Kamerad ein kurzzeitiges Wiederaufleben. Als Chefredakteur und Herausgeber fungierte nun der Kaufmann Hans Schumann aus Breslau, der zu dieser Zeit Gauführer der Schilljugend in Oberbayern und seit August 1925 Herausgeber der Zeitschrift der Schilljugend war. Der Untertitel der Zeitschrift lautete jetzt Monatsschrift für ehemalige Soldaten. Die erste Ausgabe erschien im Mai 1926. Die wahrscheinlich letzte Nummer, die Doppelnummer 5, erschien im August/September 1926 (Untertitel Monatsschrift für Frontgeist und Freiheitswille).
Einem Bericht des Reichskommissars für Überwachung der öffentlichen Ordnung, der Verfassungsschutzbehörde der Weimarer Republik, vom November 1926 zufolge ging diese letzte Inkarnation der Zeitschrift schließlich aufgrund Geldmangels ein.

## Ausgaben
1920 (1. Jahrgang)
- Nr. 1 (3. September 1920)
- Nr. 2 (10. September 1920)
- Nr. 3 (19. September 1920)
- Nr. 4 (26. September 1920)
- Nr. 5 (?, 1920)
- Nr. 6 (10. Oktober 19620)
- Nr. 7 (17. Oktober 1920)
- Nr. 8 (24. Oktober 1920)
- Nr. 9 (31. Oktober 1920)
- Nr. 10 (7. November 1920)
- Nr. 11 (14. November 1920)
- Nr. 12 (21. November 1920)
- Nr. 13 (28. November 1920)
- Nr. 14 (5. Dezember 1920)
- Nr. 15/16 (19. Dezember 1920)
- Nr. 17 (26. Dezember 1920)

Jahrgang 1921 (2. Jahrgang)
- Nr. 1/2 (9. Januar 1921)
- Nr. 3 (16. Januar 1921)
- Nr. 4 (23. Januar 1921)
- Nr. 5 (30. Januar 1921)
- Nr. 6 (6. Februar 1921)
- Nr. 7 (13. Februar 1921)
- Nr. 8 (20. Februar 1921)
- Nr. 9 (? wahrscheinlich 27. Februar 1921)
- Nr. 10 (? wahrscheinlich 6. März 1921)
- Nr. 11 (? wahrscheinlich 13. März 1921)
- Nr. 12 (20. März 1921)
- Nr. 13 (27. März 1921)
- Nr. 14/15 (10. April 1921)
- Nr. 16 (17. April 1921)
- Nr. 17 (24. April 1921)
- Nr. 18 (1. Mai 1921)
- Nr. 19 (?, wahrscheinlich 8. Mai 1921)
- Nr. 20 (15. Mai 1921)
- Nr. 21 (22. Mai 1921)
- Nr. 22 (29. Mai 1921)
- Nr. 23/24 (11. Juni 1921)
- Nr. 25 (19. Juni 1921)
- Nr. 26 (26. Juni 1921)
- Nr. 27 (3. Juli 1921)
- Nr. 28 (10. Juli 1921)
- Nr. 29/30 (24. Juli 1921)
- Nr. 31 (31. Juli 1921)
- Nr. 32 (7. August 1921)
- Nr. 33 (14. August 1921)
- Nr. 34 (21. August 1921)
- Nr. 35 (28. August 1921)
- Nr. 36 (4. September 1921)
- Nr. 37 (11. September 1921)
- Nr. 38 (18. September 1921)
- Nr. 39 (25. September 1921)
- Nr. 40 (2. Oktober 1921)
- Nr. 41/42 (16. Oktober 1921)
- Nr. 43/44 (30. Oktober 1921)
- Nr. 45/46 (13. November 1921)
- Nr. 47/52 (25. Dezember 1921)

Jahrgang 1922 (3. Jahrgang)
- Nr. 1 (7. Januar 1922)
- Nr. 2 (14. Januar 1922)
- Nr. 3 (wahrscheinlich 21. Januar 1922)
- Nr. 4 (28. Januar 1922)
- Nr. 5/6 (11. Februar 1922)
- Nr. 7 (18. Februar 1922)
- Nr. 8/9 (5. März 1922)
- Nr. 10 (12. März 1922)
- Nr. 11 (19. März 1922)
- Nr. 12 (26. März 1922)
- Nr. 13/14 (9. April 1922)
- Nr. 15/16 (23. April 1922)
- Nr. 17/18 (7. Mai 1922)
- Nr. 19/20 (21. Mai 1922)
- Nr. 21/22 (30. Mai 1922)
- Nr. 23/24 (18. Juni 1922)
- Nr. 25/26 (2. Juli 1922)
- Nr. 27/28 (22. Juli 1922)
- Nr. 29/30 (1. August 1922)
- Nr. 31 (11. August 1922)
- Nr. 32 (21. August 1922)
- Nr. 33 (1. September 1922)
- Nr. 34/35 (21. September 1922)
- Nr. 36 (1. Oktober 1922)
- Nr. 37 (11. Oktober 1922)
- Nr. 38 (21. Oktober 1922)
- Nr. 39 (1. November 1922)
- Nr. 40 (1. Dezember 1922)

Jahrgang 1923 („4. Jahr“)
- Nr. 1 (Juliausgabe)
- Nr. 2 (Augustausgabe)
- Nr. 3/4 (September/Oktoberausgabe)

Jahrgang 1924 („5. Jahr“)
- Nr. 1 (Januarausgabe)
- Nr. 2 (Februarausgabe)
- Nr. 3 (1. Märzausgabe; 1. März 1924)
- Nr. 4 (2. Märzausgabe)
- Nr. 5 (3. Märzausgabe; 15. März 1924)
- Nr. 6/7 (4. und 5. Märzausgabe)
- Nr. 8 (1. Aprilausgabe)
- Nr. 9 (2. Aprilausgabe; 15. April 1924)
- Nr. 10/11 (3./4. Aprilausgabe)
- Nr. 12 (Maisausgabe)
- Nr. 13 (1. Juniausgabe)
- Nr. 14 (2./3. Juniausgabe)
- Nr. 15 (1. Juliausgabe)
- Nr. 16 (2. Juliausgabe)
- Nr. 17 (3. Juliausgabe)
- Nr. 18/19 (Lezte Juli- und 1. Augustausgabe)
- Nr. 20 (Letzte Augustausgabe)
- Nr. 21 (Erste Septemberausgabe)
- Nr. 22 (2. Septemberausgabe)
- Nr. 23 (3. Septemberausgabe)
- Nr. 24 (4. Septemberausgabe)
- Nr. 25 (1. Oktoberausgabe)
- Nr. 26 (2. Oktoberausgabe)
- Nr. 27 (3. Oktoberausgabe)
- Nr. 28 (4. Oktoberausgabe)
- Nr. 29 (1. Novemberausgabe)
- Nr. 30 (2. Novemberausgabe)
- Nr. 31 (3. Novemberausgabe)
- Nr. 32 (4. Novemberausgabe)
- Nr. 33 (5. Novemberausgabe)
- Nr. 34 (1. Dezemberausgabe)
- Nr. 35 (2. Dezemberausgabe)
- Nr. 36 (3. Dezemberausgabe)
- Nr. 37 (4. Dezemberausgabe)

Jahrgang 1925 (6. Jahrgang)
- Nr. 1 (1. Januarausgabe)
- Nr. 2 (2. Januarausgabe)
- Nr. 3 (3. Januarausgabe)
- Nr. 4 (4. Januarausgabe)
- Nr. 5 (1. Februarausgabe)
- Nr. 6 (2. Februarausgabe)
- Nr. 7 (3. Februarausgabe)
- Nr. 8 (4. Februaruasgabe)
- Nr. 9 (1. Märzausgabe)
- Nr. 10 (2. Märzausgabe)
- Nr. 11 (3. Märzausgabe)
- Nr. 12 (4. Märzausgabe)
- Nr. 13 (5. Märzausgabe)
  - Nr. 14 (1. Maiheft)
  - Nr. 15 (2. Maiheft)
  - Nr. 16/17 (1./2. Juniheft)
  - Nr. 18 (3. Juniheft)
  - Nr. 19 (4. Juniheft)
  - Nr. 20 (1. Juliheft)
  - Nr. 21/22 (2./3. Juliheft)
  - Nr. 23 (4. Juliheft)
  - Nr. 24/25 (1./2. Augustheft)
  - Nr. 26 (3. Augustheft)